# Yvonne Brunen
Yvonne Anna Margaretha Brunen, née le 4 février 1971 à Nunspeet, est une cycliste néerlandaise, professionnelle de 1993 jusqu'à sa retraite sportive en 2003. Elle a été membre de l'équipe cycliste Farm Frites-Hartol lors des saisons 2000 et 2001.

## Palmarès sur route
- 1994
  -  Championne des Pays-Bas sur route
- 1995
  -  Championne des Pays-Bas sur route
- 1996
  -  Championne des Pays-Bas sur route
- 1997
  -  Championne des Pays-Bas de VTT
  - 2e du Championnat des Pays-Bas sur route
- 1998
  - 3e du Championnat des Pays-Bas du contre-la-montre
- 1999
  - 3e du Championnat des Pays-Bas de VTT
  - 3e du Championnat des Pays-Bas sur route
- 2003
  - Ronde van Gelderland

## Palmarès en VTT
- 1997
  -  Championne des Pays-Bas de cross-country